# Sütçü-İmam-Universität Kahramanmaraş
Die Sütçü-İmam-Universität Kahramanmaraş (türkisch: Kahramanmaraş Sütçü İmam Üniversitesi) (KSU) ist eine 1992 gegründete öffentliche Universität in Kahramanmaraş, Türkei. Die Universität führt ihre akademischen Aktivitäten auf dem Avsar-Campus, Bahceli evler, Karacasu, der Medizinischen Fakultät und dem Aksu-Campus durch. Der Karacasu-Campus hat eine Fläche von 100 Hektar und der Avsar-Campus, der sich noch im Bau befindet, wird eine Fläche von 1300 Hektar haben. Bisher sind 266 Hektar dieser Fläche verstaatlicht worden.

## Fakultäten
An der Universität gibt es insgesamt 170 Fachbereiche und Studiengänge; 45 Fachbereiche einschließlich des zweiten Bildungsweges in 11 Fakultäten und 12 in höheren Berufsschulen, 93 Studiengänge in höheren Berufsschulen, 17 Fachbereiche im Institut für Naturwissenschaften, 9 Fachbereiche im Institut für Sozialwissenschaften, 6 dem Rektorat unterstellte Fachbereiche.
Darunter folgende Fakultäten:
- Landwirtschaft
- Theologie
- Bildungswissenschaften
- Betriebswirtschaft
- Ingenieurwissenschaften
- Wissenschaften
- Medizin
- Literatur
- Gesundheitswissenschaften
- Kunst